# Valentina Misjak
Valentina Misjak, född 16 januari 1942 i Tiraspol, Moldaviska SSR, död 1 september 2022, var en sovjetisk volleybollspelare.
Misjak blev olympisk silvermedaljör i volleyboll vid sommarspelen 1964 i Tokyo.